# Leoz (concejo)
Leoz (en euskera y cooficialmente Leotz) es un concejo español de la Comunidad Foral de Navarra perteneciente al municipio de Leoz. Está situado en la Merindad de Olite. Su población en 2014 fue de 21 habitantes (INE).

## Topónimo
El nombre probablemente significa ‘lugar propiedad de una persona llamado Le(i)-’; este nombre de persona no está atestiguado, pero la documentación antigua incluye una -i-, y el sufijo -oz indica propiedad. En documentos antiguos aparece como Leotz (1268, NEN), Leyotz (1268, NEN), Leoz (1366, 1591, NEN) y Leyoz (1264, NEN).

## Geografía
En el siglo XV era el centro del Valle de Leoz.

## Arte
- Iglesia de San Esteban Protomártir, de en torno a 1200, con importantes reformas de los siglos XVI y XVII.[3][1]
- Palacio cabo de armería.[1]
- Monasterio de Santa María, en el camino a Uzquita.